# Cantone di Saujon
Il Cantone di Saujon è una divisione amministrativa dell'arrondissement di Rochefort e dell'arrondissement di Saintes.
A seguito della riforma approvata con decreto del 27 febbraio 2014, che ha avuto attuazione dopo le elezioni dipartimentali del 2015, è passato da 13 a 9 comuni.

## Composizione
I 13 comuni facenti parte prima della riforma del 2014 erano:
- Balanzac
- Le Chay
- La Clisse
- Corme-Écluse
- Corme-Royal
- Luchat
- Médis
- Nancras
- Pisany
- Sablonceaux
- Saint-Romain-de-Benet
- Saujon
- Thézac

Dal 2015 i comuni appartenenti al cantone sono i seguenti 9:
- Le Chay
- Corme-Écluse
- L'Éguille
- Médis
- Sablonceaux
- Saint-Romain-de-Benet
- Saint-Sulpice-de-Royan
- Saujon
- Semussac